# Stadtbahn (Bécs)

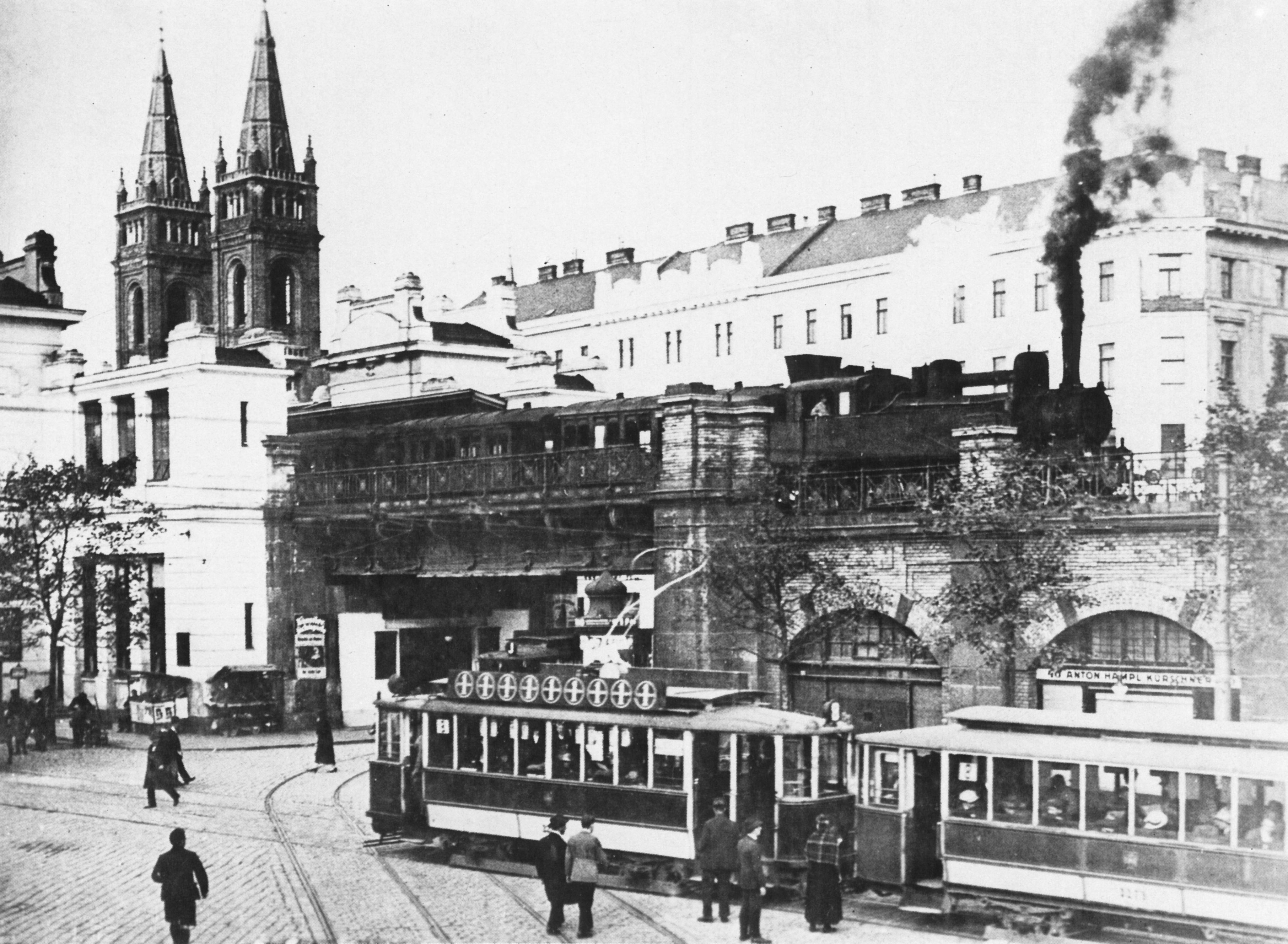
Kezdetekben a vonalon normál vasúti járművek közlekedtek

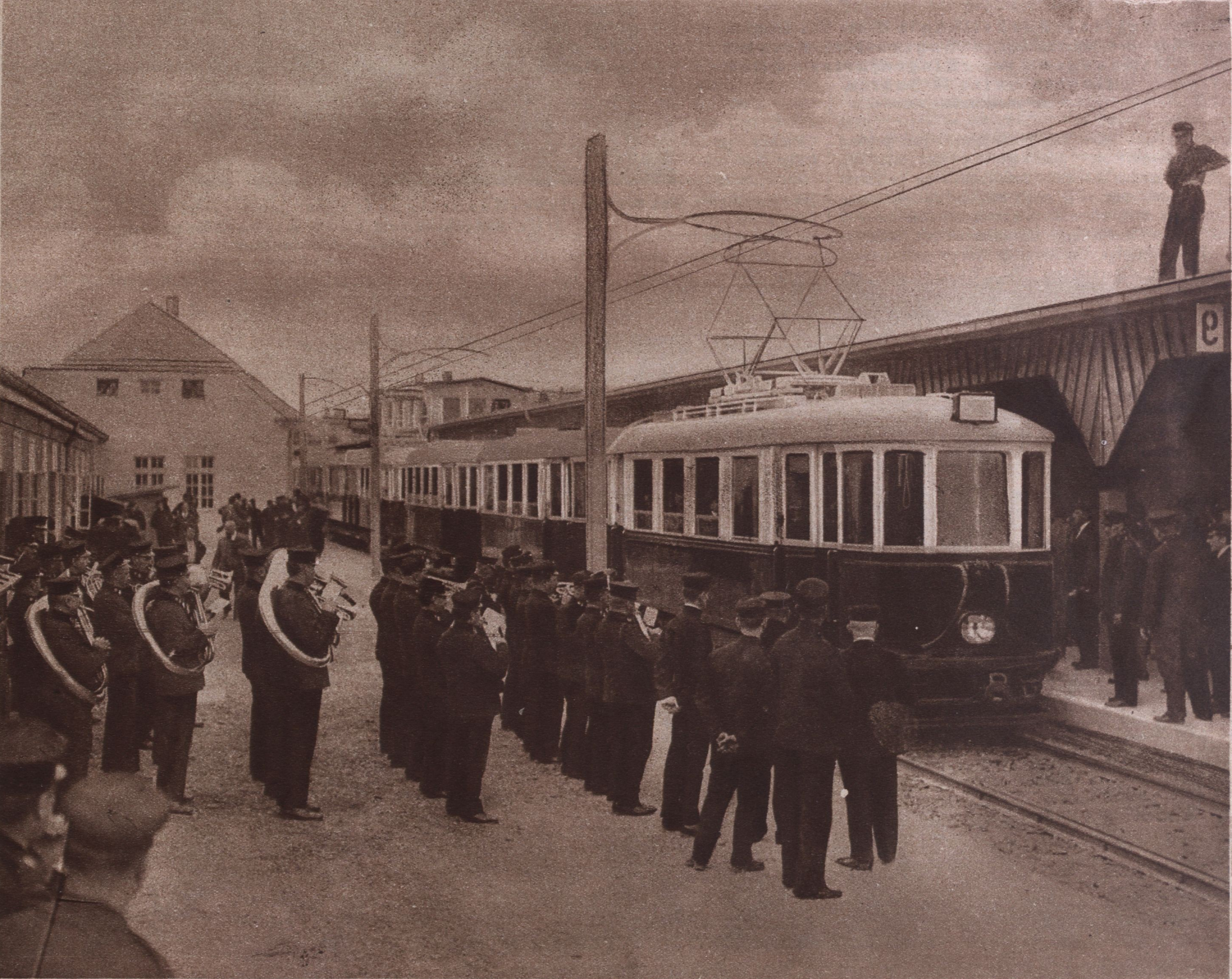
Az elektromos Stadtbahn ünnepélyes megnyitója

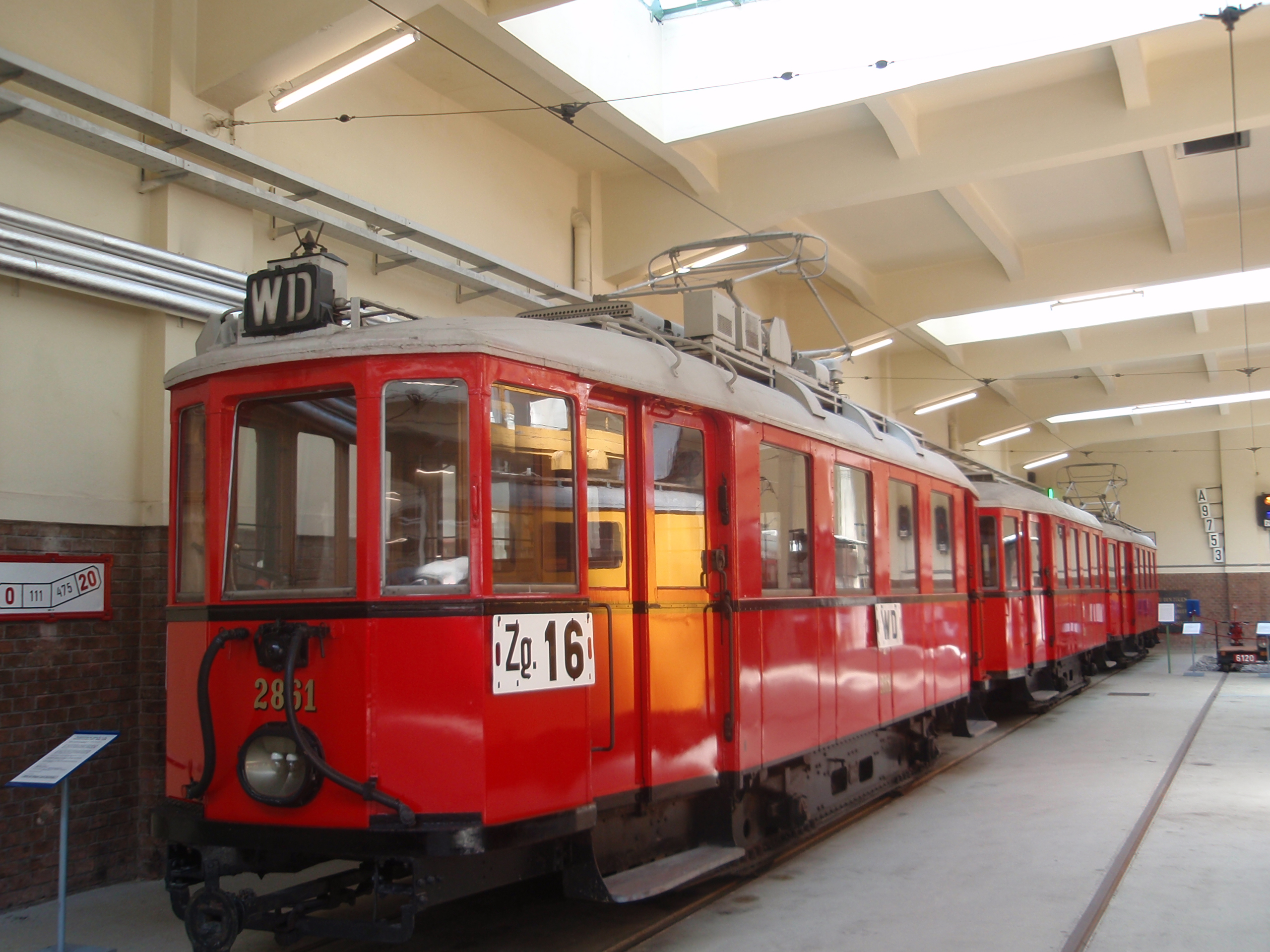
Egy N típusú motorkocsi a közlekedési múzeumban

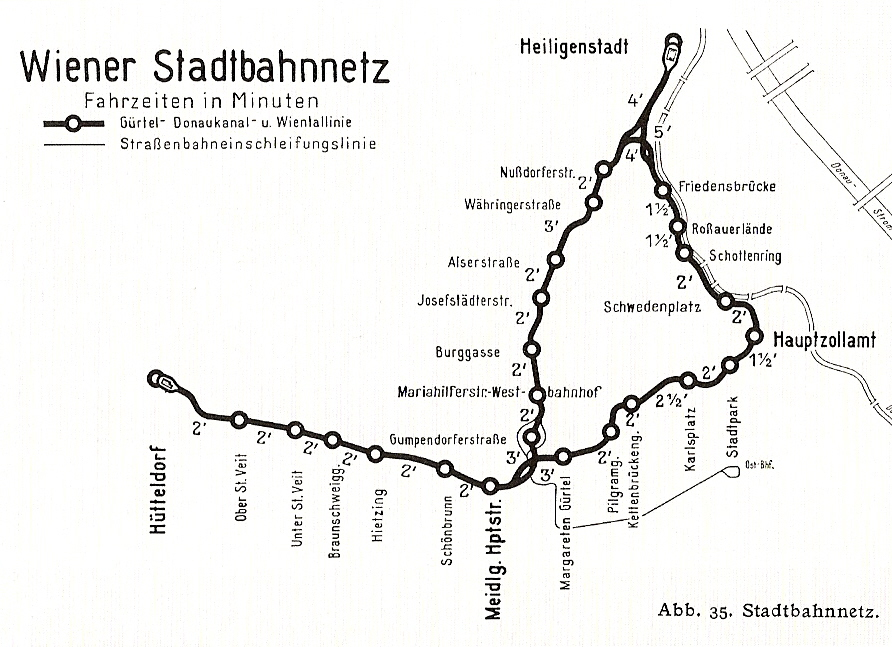
Az elektromos Stadtbahn térképe 1937-ből a Vorortelinie vonal nélkül

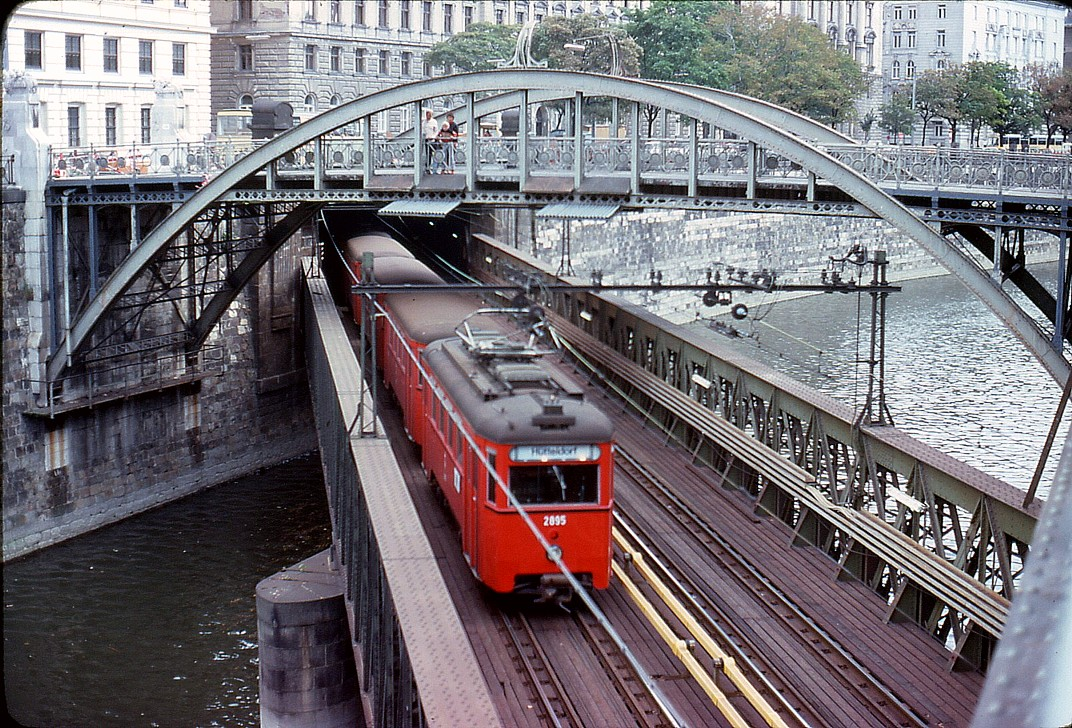
N_{1} típusú szerelvény a Wien folyó felett. Ez a szakasz ma az U4-es vonalhoz tartozik

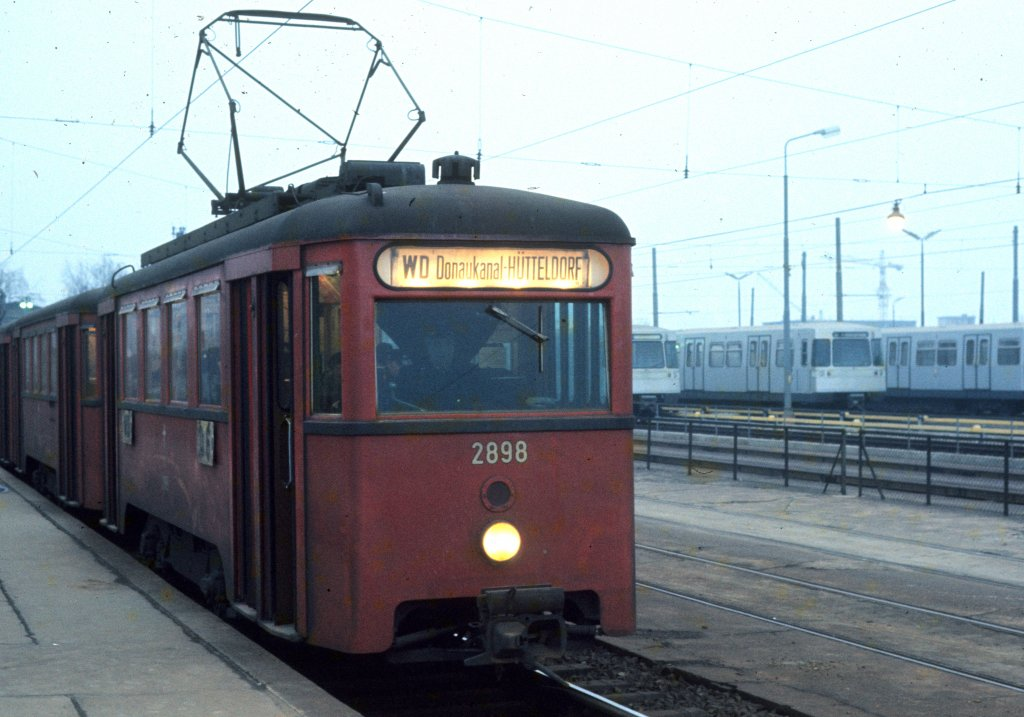
1974. Ekkor még mindenhol Stadtbahn járt, ám az első metrókocsik már megérkeztek, melyek a háttérben láthatóak

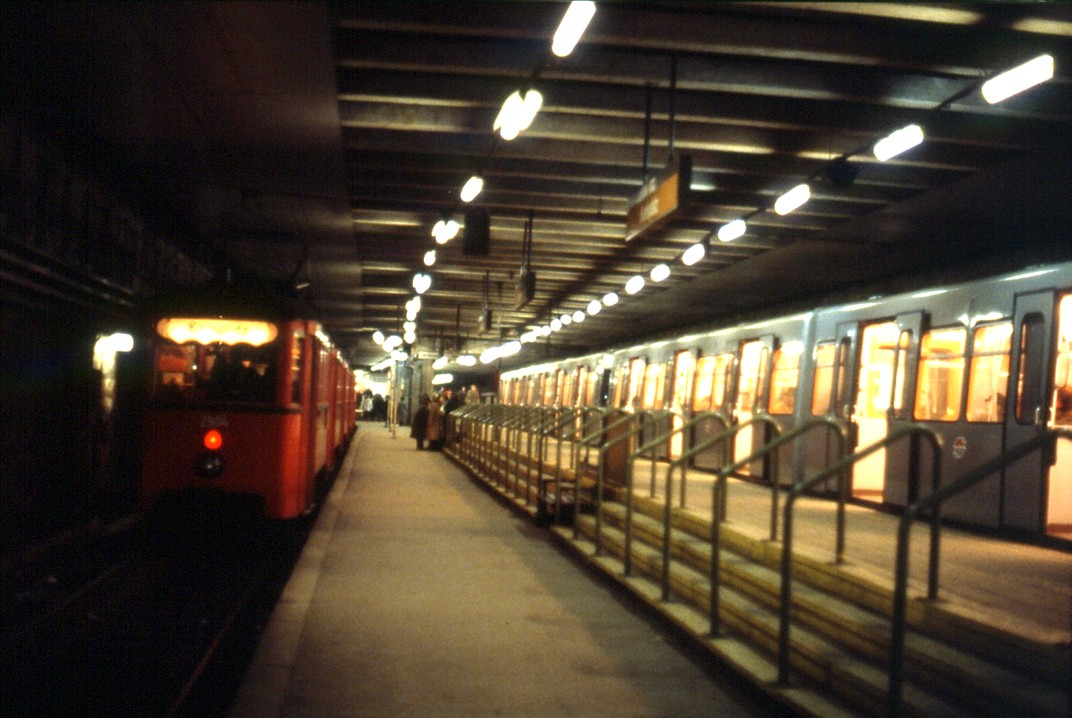
1979. Ekkor a Karlsplatz–Heiligenstadt szakasz már át lett alakítva metróvá, de a Karlsplatz–Hütteldorf szakaszon még Stadtbahn járt. Az utasok Karlsplatzon szállhattak át a metró és a Stadtbahn között

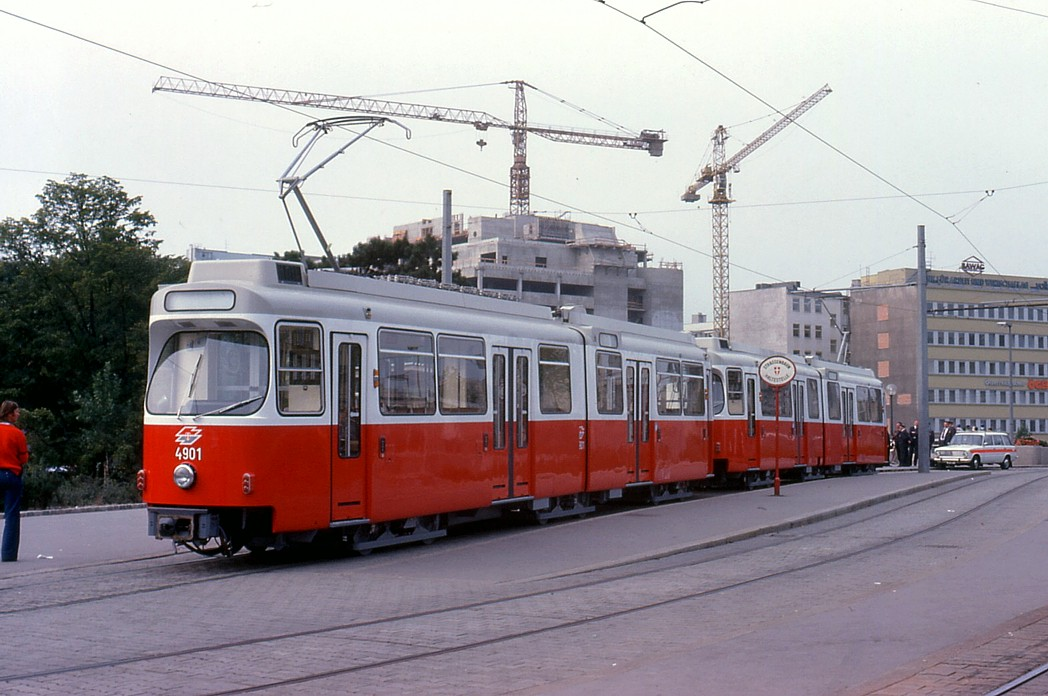
1979. Az új E_{6} típusú Stadtbahn-kocsik bemutatása

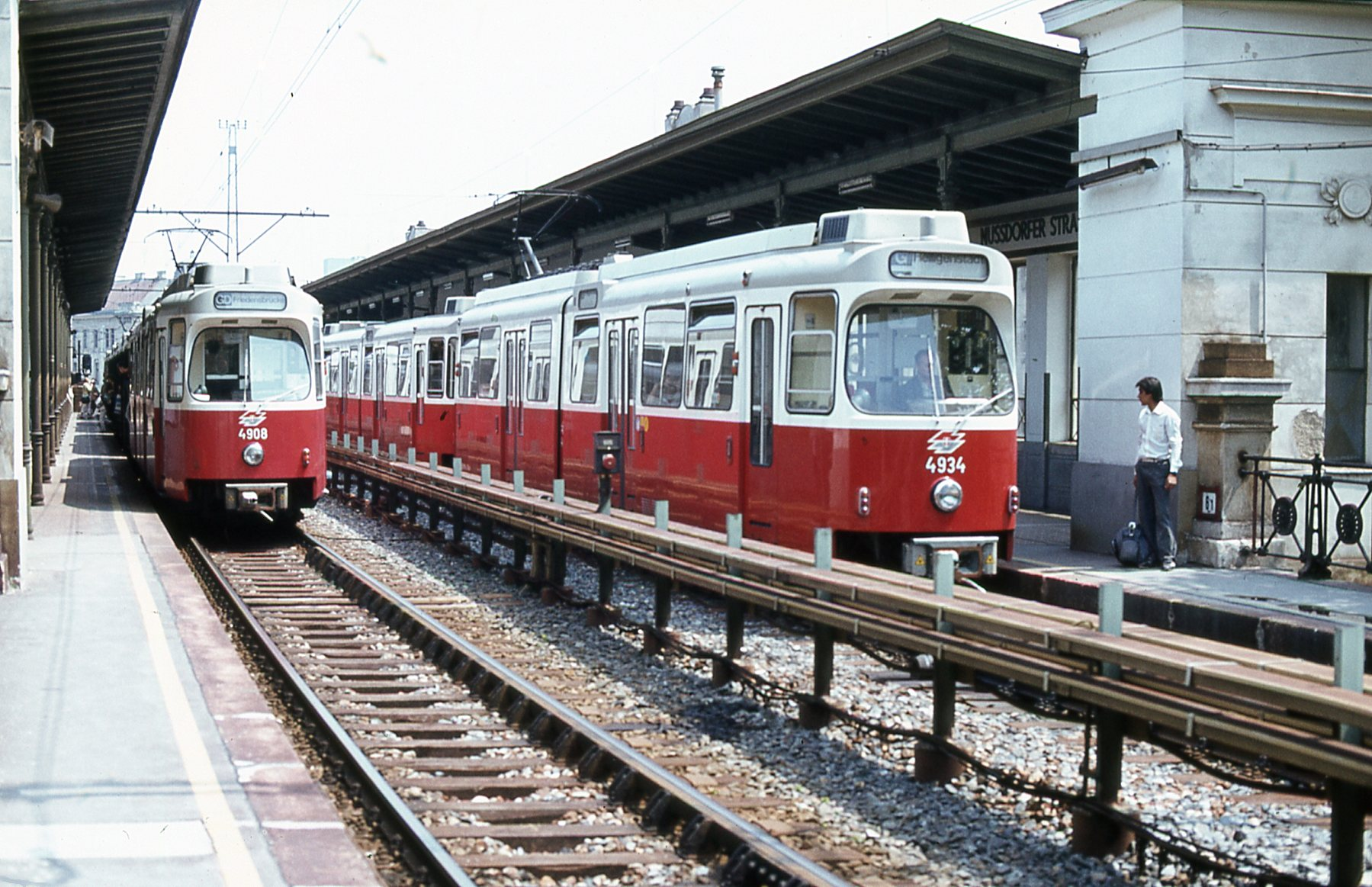
Nußdorfer Straße állomás, még Stadtbahnnal. A képen látható E_{6} típusú járművek még sokáig közlekedtek az U6-os metrón, 2008-ban selejtezték az utolsó darabot

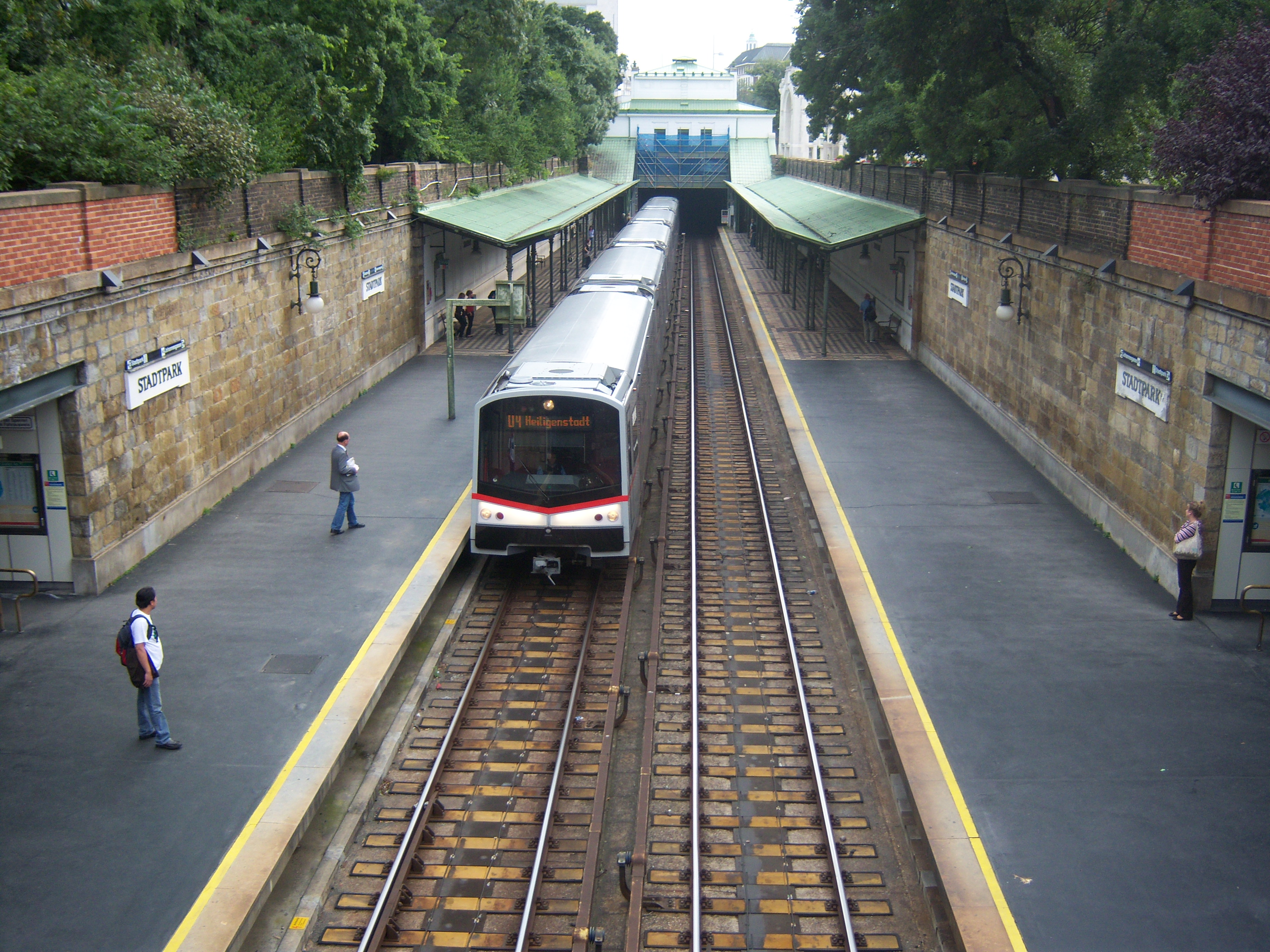
Az állomások nagy része megőrizte eredeti formáját, és sokuk műemlékvédelem alatt áll. Ez éppen a Stadtpark

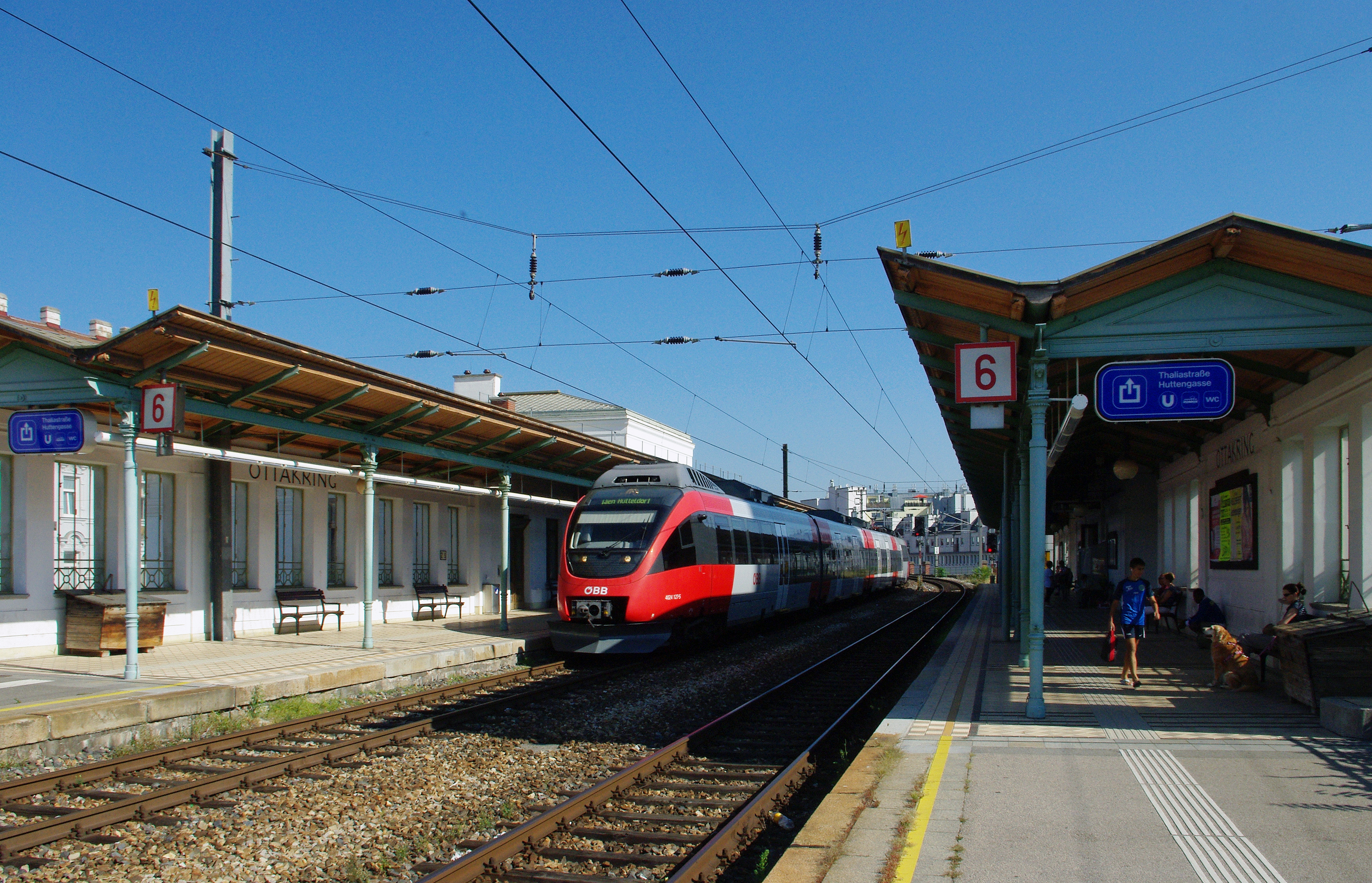
Ottakring egykori Stadtbahn-megálló. Ma az S-Bahnt szolgálja és műemlékvédelem alatt áll

A bécsi Stadtbahn (szó szerint városi vasút) egy városon belüli vasút volt, mely ezen a néven 1898 és 1989 között üzemelt. A hálózatot Otto Wagner osztrák építész tervezte meg 19. századi szecessziós stílusban; nagyobbrészt magasvasútként készült el, árkádokon és viaduktokon végigvezetve, hogy szintben külön legyen a környező forgalomtól, más része pedig ugyanezért a felszín alá került, ezért a metró afféle előfutáraként is lehet tekinteni. Ezt a hálózatot eredetileg Bécs közlekedésének szerves részeként képzelték el, az azonban nem hozta az elképzelt sikereket, leginkább azért, mert elkerülte a belvárost. Tervek készültek belvárosi Stadtbahn-vonalakra is, de ezek sosem épültek meg. A vonal ilyen néven ma már nem üzemel, de az építményei ma is állnak, melyek főleg az U4-es és az U6-os jelzésű metrókat, valamint az S45-ös S-Bahnt szolgálják. Jellegzetes állomásai közül néhányat átalakítottak, de sok megmaradt eredeti formájában. Ilyen például Schönbrunn, mely 1898 óta nem változtatott formáján, de használaton kívül Karlsplatz állomás lejárata is megmaradt.

## A gőzüzemű Stadtbahn
Eredetileg a Stadtbahn gőzüzem számára készült. Ekkor még összeköttetésben állt a normál vasúttal, sőt, az üzemeltetést is az osztrák vasúttársaság végezte. 1890-től kezdték el kiépíteni a hálózatot, amelyhez az állam 87,5%-kal, Bécs városa 7,5%-kal, Alsó-Ausztria tartomány pedig 5%-kal járult hozzá.
A vonalakat több szakaszban adták át. Először a legnyugatabbi Vorortelinie készült el, amely a külvároson halad keresztül. Ezt a Wientallinie követte, ami a Bécs folyó jobb partját követi Hütteldorftól kezdve, de először csak Meidling Hauptstraßéig készült el, ezért hívták ezt felső szakasznak (obere Wientallinie). Utána az innen északra kiinduló Gürtellinie következett az átadásban, és csak ezután lett kész a Wientallinie alsó szakasza (untere Wientallinie), mely továbbra is a folyó mentén haladva ér el a torkolatig, ezután következett az ehhez kapcsolódó Donaukanallinie, mely a Duna-csatornát követte jut el a Gürtellinie és a Vorortelinie vonalak végét is jelentő Heiligenstadtig. Utoljára készült még egy rövidke összekötőszakasz, ami lényegében egy kanyarkapcsolat volt a Gürtellinie és a Donaukanallinie között, ez a Verbindungsbogen nevet kapta.
Volt két, belvárost érintő vonal, ami csak tervek szintjén készült el, de végül nem épült meg. Ezeken a szakaszok a Donaustadtlinie (a Praternsterntől a Reichsbrücke irányában), illetve a Ringlinie, ami a Karlstplatzól a Schottentoron át a Donaukanalliniéig vezetett volna (ez utóbbi végül jóval később a modern U2-es és U4-es metróként valósult meg).
A hálózaton létesített 36 állomáson felül három másik szintén csak terv maradt: a már ekkor tervezett Spittelau nevű megálló a Gürtellinie vonalra (amit csak 1996-ban adták át modern állomásként), a Rampengasse megálló a Donaukanallinie vonalon (ezt szintén a modern Spittelau helyettesíti), és a Wientallinie vonalon Reinprechtsdorfer Straße megálló (ami később sem épült meg).
Wagner építtetett egy császári várótermet is Schönbrunnál, Hietzing állomás másik végénél, mely egy díszes, exklúzív, nyolcszögletű pavilon, a Stadtbahnhoz hasonlóan gazdag szecessziós díszítéssel. A pavilonhoz egy díszes, fedett kocsifelhajtó is tartozik, ahova a császári hintó hajthatott, innen a kandallóval is rendelkező pavilonba lehetett lépni, a pavilonból is két lépcső vezetett a peronokhoz. Ferenc József viszont összesen csak kétszer vette igénybe az épületet, akkor is a vasúti építkezés aktuális állapotát ment megtekinteni, egyébként a penzingi vasútállomást használta utazásaihoz, más prominens személyek viszont többször megfordultak az egyedi állomáson. Az Osztrák–Magyar Monarchia vége után műterem is volt, a második világháborúban megrongálódott, a peronlépcsői megsemmisültek. Később felújították, de kapcsolatát a vasúttal nem építették vissza. Jelenleg a Bécsi Múzeum látványosságaként látogatható.
| Megnyitás          | Viszonylatnév                | Pályaszakasz                              |
| ------------------ | ---------------------------- | ----------------------------------------- |
| 1898. május 11.    | Vorortelinie                 | Hütteldorf-Hacking – Heiligenstadt        |
| 1898. június 1.    | Wientallinie (felső szakasz) | Hütteldorf-Hacking – Meidling Hauptstraße |
| 1898. június 1.    | Gürtellinie                  | Meidling Hauptstraße – Heiligenstadt      |
| 1899. június 30.   | Wientallinie (alsó szakasz)  | Meidling Hauptstraße – Hauptzollamt       |
| 1901. augusztus 6. | Donaukanallinie              | Hauptzollamt – Heiligenstadt              |
| 1901. augusztus 6. | Verbindungsbogen             | Brigittabrücke – Nußdorfer Straße         |

A teljes hálózat kiépülte után azonban nem következett be a várva várt siker, az utasok nem szívesen vették igénybe a Stadtbahnt. Ennek elsődleges oka volt, hogy a járatok nem érintették a belvárost, így sokaknak nem volt értelme felszállni rá. További hibái voltak még, hogy az amúgy drága díjszabás nem volt kompatibilis a többi villamosjárattal, melyek egyébként kisebb menetidővel tették meg a távolságot. Az alacsony jegyárbevétel miatt az üzemeltetés erősen veszteséges volt. Az első világháború gazdasági következményei miatt pedig drága mulatságának tűnt, ezért a közlekedést 1918. december 8-án leállították. A vonatokat a háborús helyzet lezárása után 1922. június elsején indították újra. A népszerűség azonban nem javult, így az állami vasúttársaság abbahagyta a Wientallinie, a Donaukanallinie és a Gürtellinie üzemeltetését, helyére Bécs városa lépett, a Vorortelinie viszont továbbra is megmaradt a vasúttársaság üzemeltetésében. Kritikák érték a működést a vonalon közlekedő gőzmozdonyok füstje miatt is, ami szennyezte a környéket.

## Az elektromos Stadtbahn
A Wientallinie, Donaukanallinie és Gürtellinie vonalakat 1924. március 13-ától Bécs városa üzemeltette. Hamar megkezdték a villamosítást is. A hálózat ezután nevet is változtatott, innentől kezdve Wiener Elektrische Stadtbahnnak (Bécsi Elektromos Városi Vasútnak) hívták a vonalakat. A menetjegyeket a villamosokon is elfogadták, így az új elektromos Stadtbahn gyorsan népszerű lett. A vonalra új szerelvények is érkeztek. Ezek az N, n és n1 típusú járművek voltak. Ezen járművek képesek voltak villamospályán is közlekedni. Ezt a tulajdonságukat főleg a 18G járaton használták ki, amely Heiligenstadtból indulva a Gürtellinién haladva a Gumpendorfer Straße magállónál a villamoshálózatra áttérve a 18-as villamosvonalon a Südbahnhofig közlekedett.
A jobb utastájékoztatás érdekében 1926-tól a viszonylatok betűjelzést kaptak, mely a vonal nevének kezdőbetűjéből állt. Amennyiben egy járat egyik vonalról áttért a másikra, mindkét vonal kezdőbetűjét megkapta.
| Dátum               | Viszonylatnév                      | Pályaszakasz                              |
| ------------------- | ---------------------------------- | ----------------------------------------- |
| 1925. június 3.     | obere Wientallinie (felső szakasz) | Hütteldorf-Hacking – Meidling Hauptstraße |
| 1925. június 3.     | Gürtellinie                        | Meidling Hauptstraße – Alser Straße       |
| 1925. július 22.    | Gürtellinie                        | Alser Straße – Heiligenstadt              |
| 1925. szeptember 7. | untere Wientallinie (alsó szakasz) | Meidling Hauptstraße – Hauptzollamt       |
| 1925. október 20.   | Donaukanallinie                    | Hauptzollamt – Heiligenstadt              |
| 1925. október 20.   | Verbindungsbogen                   | Friedensbrücke – Nußdorfer Straße         |

A második világháború az elsőhöz hasonlóan szintén a hálózat leállítását hozta. A legnagyobb károkat Heiligenstadt környéke szenvedte el. A heiligenstadti szakaszokat csak 1954. szeptember 18-án nyitották meg újra, így innentől a vonatok ismét a teljes vonalon jártak. Ekkora tehető az új járművek beszerzése is, mely a régi, már több mint 20 éves kocsikat váltotta le. Az új járművek az N1 típusú motor- és az n2 típusú pótkocsik voltak.
Ezeket az új járműveket csak az 1980-as években kezdték el lecserélni az E6 típusú motor- és c6 típusú pótkocsikra. Érdekesség, hogy az ekkor új járművek a Stadtbahn megszűnése után egy kisebb átalakítás után az U6-os metrón közlekedtek egészen 2008-ig.

## A Stadtbahn átalakulása
A Stadtbahn fokozatosan szűnt meg, helyére főleg az U4-es és U6-os metrók, valamint az S45-ös S-Bahn került. Azonban a Stadtbahn jellegzetességei megmaradtak. Ilyenek az állomások, melyek közül sok műemléknek van nyilvánítva, de a hidak nagy része is épségen megmaradt.

### Metróvá alakulás
A Stadtbahnt fokozatosan alakították át metróvá. Először a Heiligenstadt–Friedensbrücke szakasznál teszt jelleggel kiépítették a harmadik sínt és az állomásokat is átalakították. Ez volt az első igazi metró Bécsben. Mivel akkor még nem létezett Spittelau állomás, a vonalon összesen 2 állomás volt, Heiligenstadt és Friedensbrücke. A szakasz 1976. május 8-a óta szállít utasokat. A metróvá történő átalakítás sikeres volt, így elkezdték a Stadtbahn további részét is átalakítani metróvá. Ez Friedensbrücke állomástól Schottenringig tartott. Ezen új szakaszt metróként 1978. április 3-a óta vehetik igénybe az utasok. A következő metrófejlesztés az U1-es metróvonal megépülése volt, mely a Reumannplatztól a Karlsplatzig tartott. 1978. augusztus 15-e a Stadtbahn újabb visszaszorítását hozta, mely a Schottenringtől a Karlsplatzig tartott. Ezzel a hosszabbítással jött létre az első bécsi metrócsomópont, a Karlsplatz. Később átépült metróvá a Karlsplatz–Meidling Hauptstraße, Meidling Hauptstraße–Hietzing és Hietzing–Hütteldorf szakasz is.
1980-ban egy új megálló is létesült Thaliastraße néven a Gürtellinie vonalon.
1985. április 15-én megszüntették a Meidling Hauptstraße–Gumpendorfer Straße közötti Stadtbahnt, a Meidling Hauptstraße megálló innentől kezdve veszített forgalmából.
1989. október 7-én a Stadtbahn ezen a néven végleg megszűnt. Ekkor adták át a még üzemelő vonalak felhasználásával a U6-os metrót. A régi Stadtbahn pályája a metró átadásával egyúttal déli irányba hosszabbodott, az U4-es metrót az újonnan épített Längenfeldgasse állomásnál metszve egészen a Philadelphiabrücke állomásig. A Längenfeldgasse állomás kiépülte sok változást hozott, mivel az egykori Wientalliniébe kellett beszuszakolni egy megállót, így Margaretengürtel és Meidling Hauptstraße állomások között komolyabban módosítani kellett az U4-es vonalát.
Az U6-os metrónál nem építettek ki harmadik sínt, az áramellátást továbbra is felsővezetékkel oldják meg. Változtattak viszont a jelzési rendszeren, felújították a hidakat és itt is áttértek a jobb oldali közlekedésre.
1991-ben a Verbindungsbogen kanyarszakaszt, 1996-ban pedig a Gürtellinie Nußdorfer Straße – Heiligenstadt közti szakaszát szüntették meg az újabb metróvonalak és azok infrastruktúrájának hatékonyabb kiépítése miatt; előbbinek nagyjából a felét számolták fel a mai Spittelau állomásnál, ennek építményének egy részét járdaként hasznosították újra, utóbbi a Stadtbahn és egyúttal a mai U4-es vonal végállomását, Heiligenstadtot kapcsolta a Gürtellinie vonalhoz, ennek maradványa viszont azóta is kissé romosan és elhagyatottan várja sorsát; a Gürtelliniehez közel irodaépület épült az árkádokra, ezzel azonban meg is szűnt a közlekedésbe való bármilyen integrálásának lehetősége.
| Metróvá alakítva    | Viszonylat | Pályaszakasz                               | ma                           |
| ------------------- | ---------- | ------------------------------------------ | ---------------------------- |
| 1976. május 8.      | D          | Heiligenstadt – Friedensbrücke             | Üzemel, az U4-es vonal része |
| 1978. április 3.    | D          | Friedensbrücke – Schottenring              | Üzemel, az U4-es vonal része |
| 1978. augusztus 15. | D, W       | Schottenring – Karlsplatz                  | Üzemel, az U4-es vonal része |
| 1980. október 26.   | W          | Karlsplatz – Meidling Hauptstraße          | Üzemel, az U4-es vonal része |
| 1981. augusztus 31. | W          | Meidling Hauptstraße – Hietzing            | Üzemel, az U4-es vonal része |
| 1981. december 20.  | W          | Hietzing – Hütteldorf                      | Üzemel, az U4-es vonal része |
| nem alakították át  | G          | Meidling Hauptstraße – Gumpendorfer Straße | Megszüntetve                 |
| 1989. október 7.    | G          | Gumpendorfer Straße – Nußdorfer Straße     | Üzemel, az U6-os vonal része |
| 1989. október 7.    | G          | Nußdorfer Straße – Heiligenstadt           | 1996. május 4-én megszűnt    |
| 1989. október 7.    | G          | Nußdorfer Straße – Friedensbrücke          | 1991. március 4-én megszűnt  |

### S-Bahn-ná alakulás
S-Bahn-ná a Vorortelinie alakult át, melynek üzemeltetéséről nem mondott le az osztrák vasúttársaság, azonban nem Stadtbahnként üzemeltették, főleg teherszállításra használták. Az 1918-ban ismét elkezdtek utasokat szállítani, ám ez nem volt megtérülő, így 1932-ben leállították. Egy vágányt felszedtek, az Unterdöbling, Oberdöbling, Breitensee és Baumgarten állomásokat bezárták, és a vonalat a továbbiakban csak teherforgalomra használták. A növekvő utasigények miatt az 1980-as években a vonalat ismét megnyitották a személyforgalom számára, amelyhez ismét kétvágányossá bővítették a hálózatot. Az Oberdöbling és Breitensee állomásokat is újra megnyitották, és egy új állomást is létesítettek Krottenbachstraße néven, míg a korábbi Unterdöbling állomást megszüntették. A személyforgalom 1987. május 31-én indult meg, a vonatok  S45 -ös számmal immár a bécsi S-Bahn hálózat részét képezték.

## Galéria

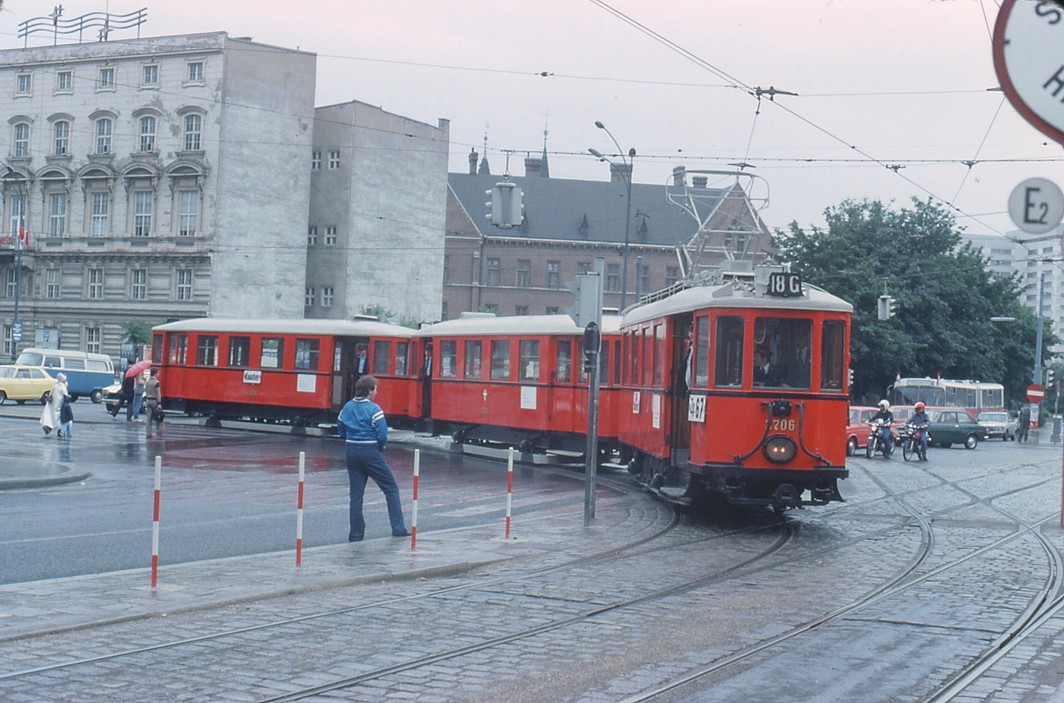
1978. N motorkocsi a 18G járat villamospályán haladó részén
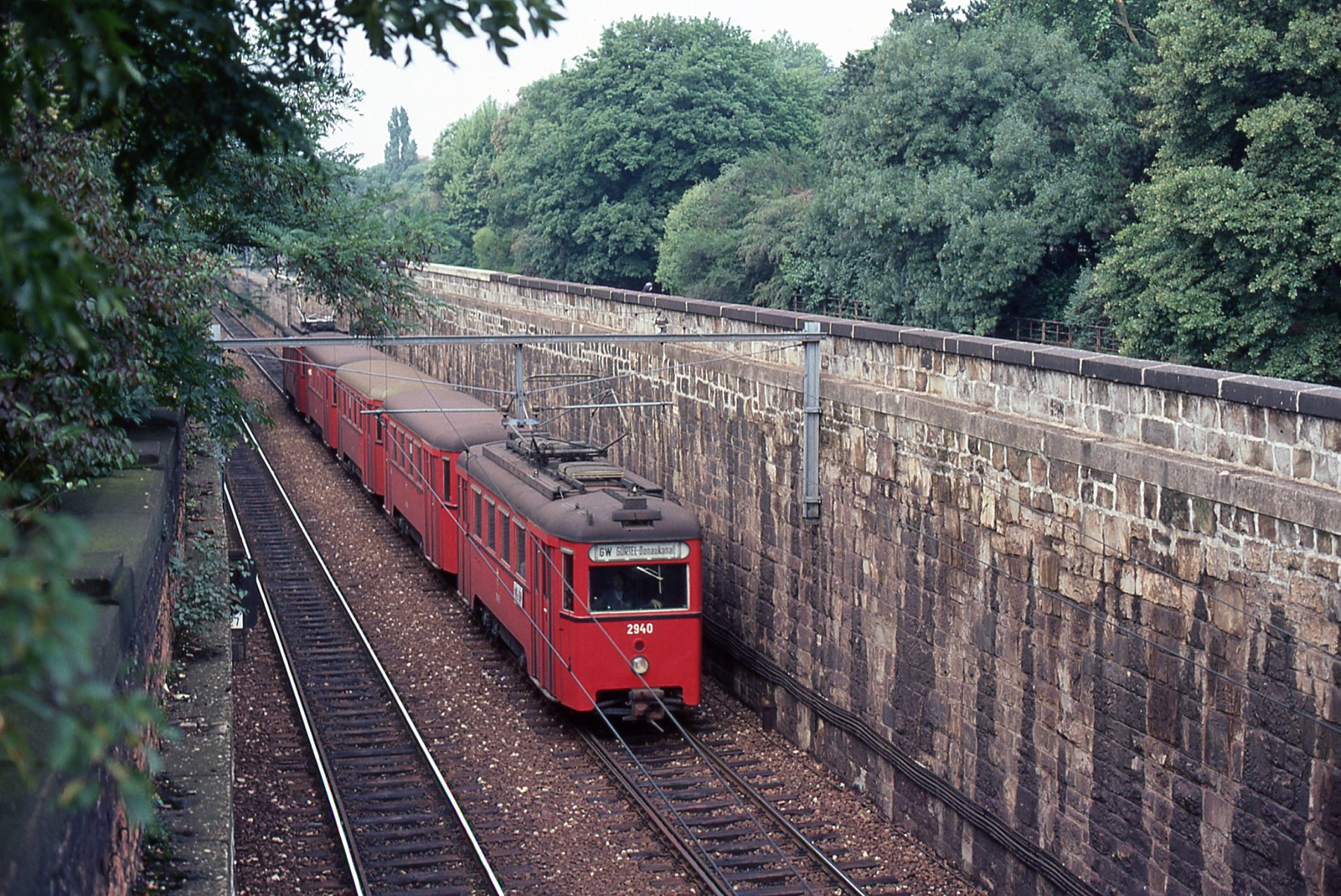
N1 és n2 járművek Schönbrunn közelében
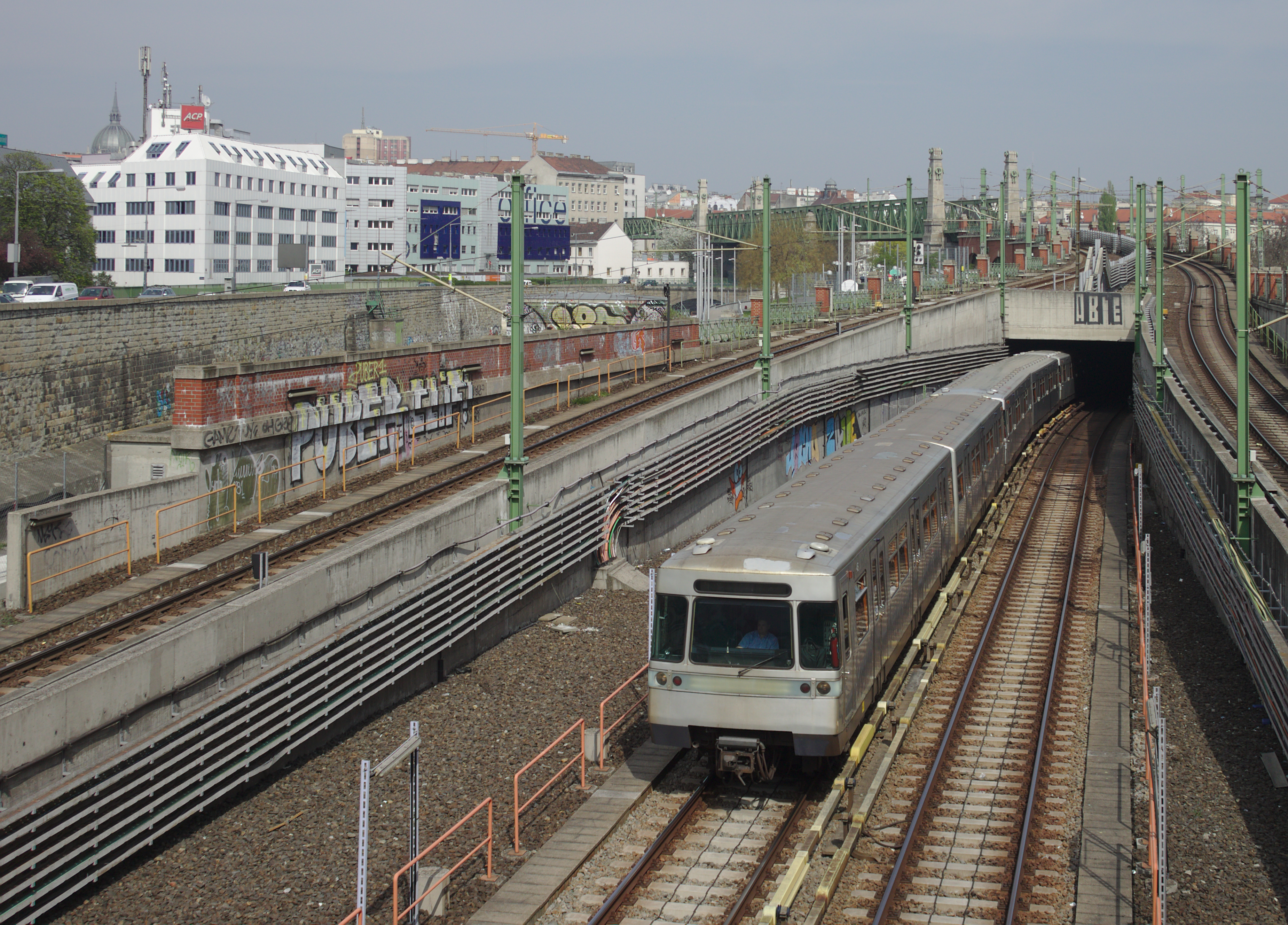
A Längenfeldgasse állomás megléte előtt az eredeti pálya a háttérben látható híd alatt vezetett
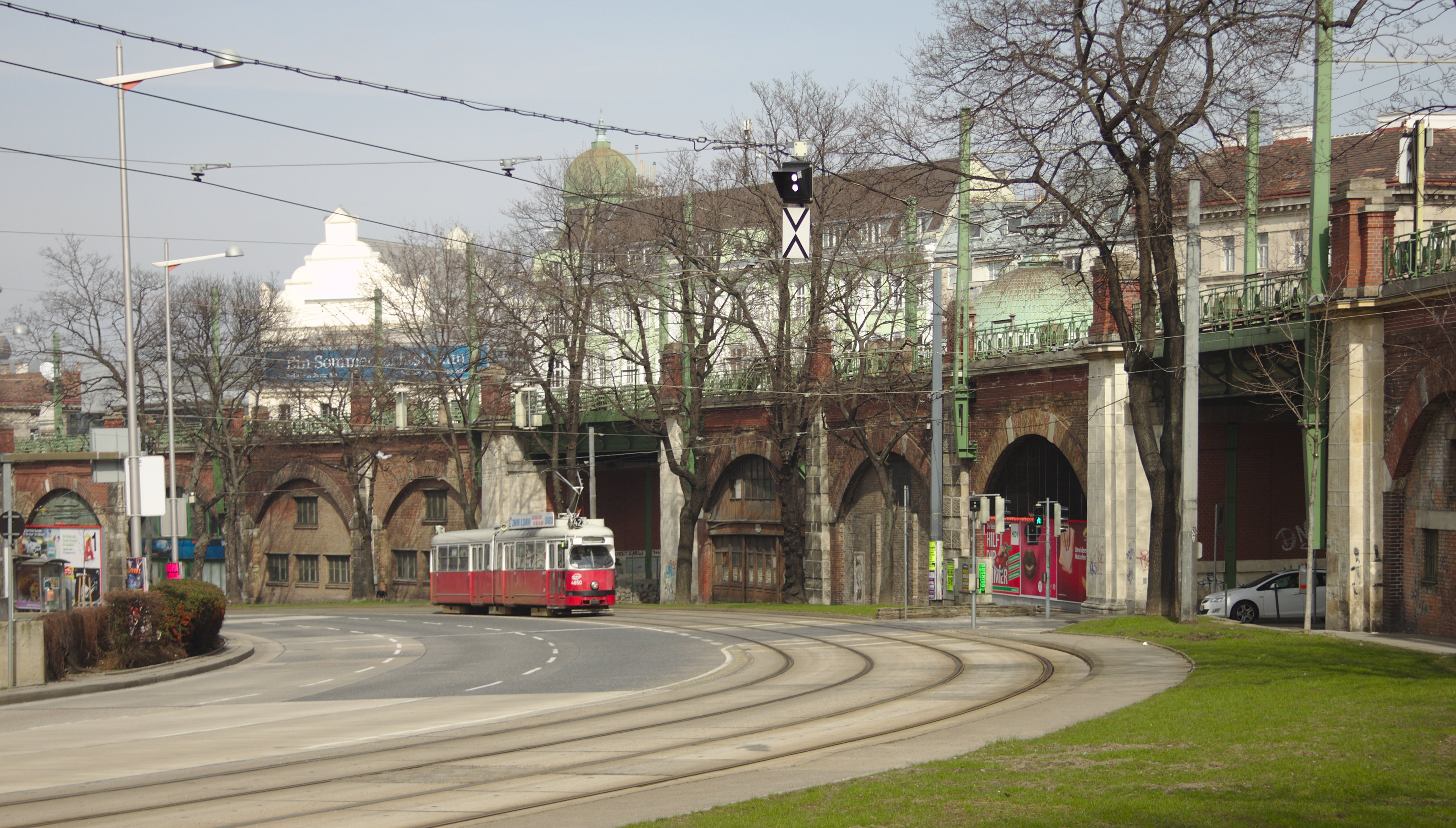
A híd a gőzüzemű vasútnak épült, ma az U6-os metró használja
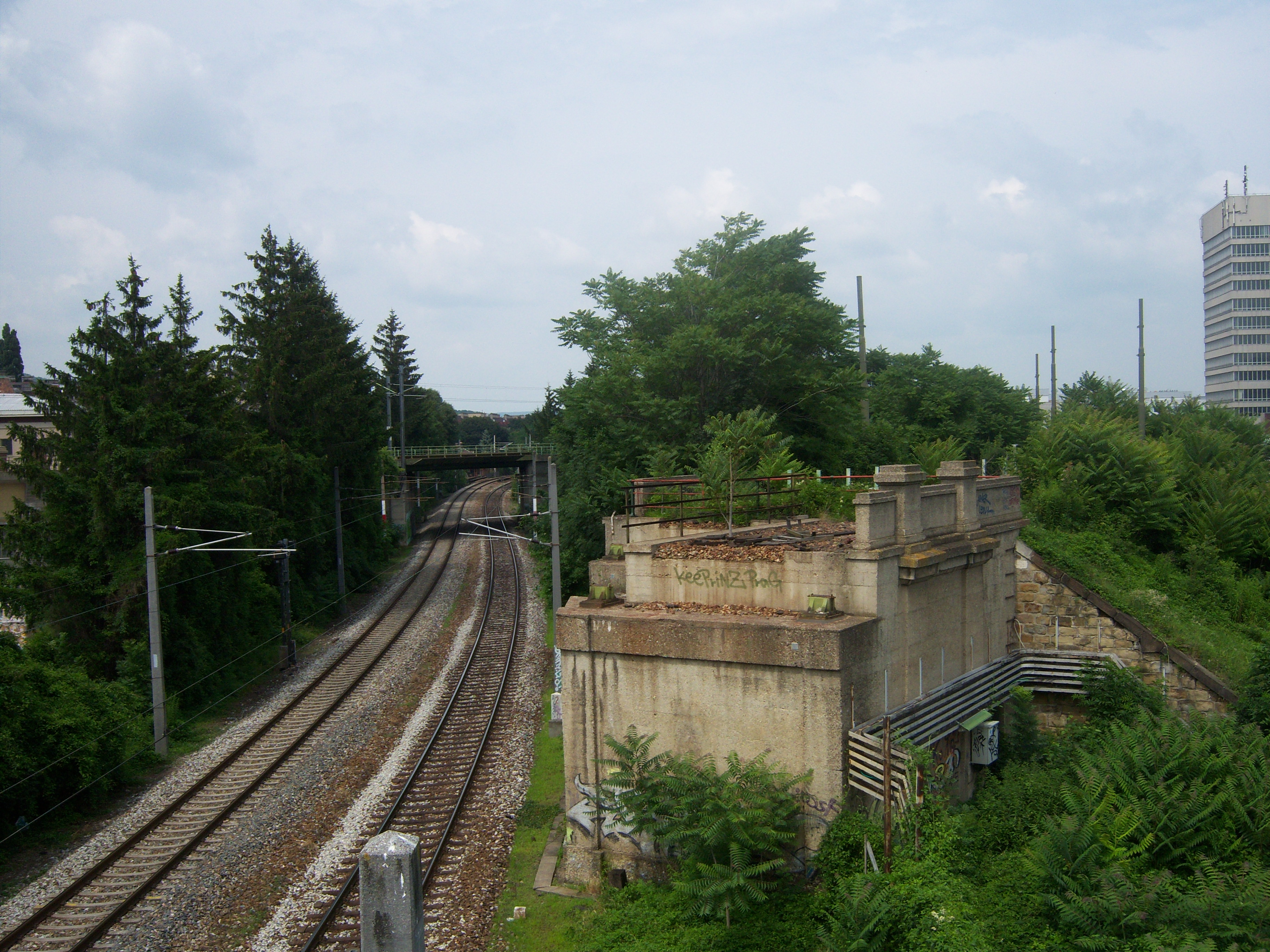
Az eredeti Stadtbahn útvonalat néhol módosították: a Nußdorfer Straße – Heiligenstadt közti felszámolt szakasz egykori hídja…
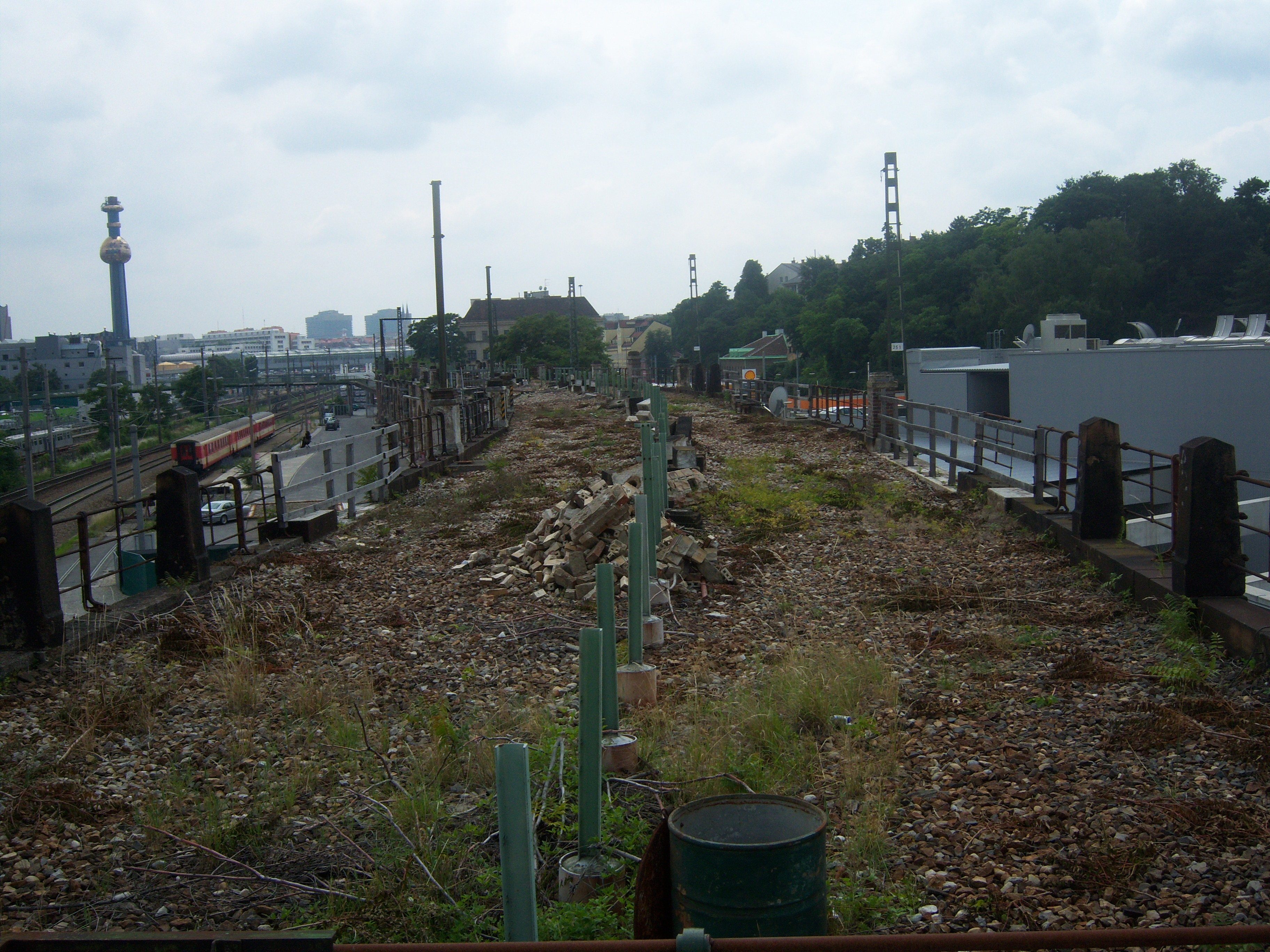
…és annak szintén használaton kívüli folytatása helyett ezen a szakaszon a vasúttal szintbe hozva üzemel az U4-es metró
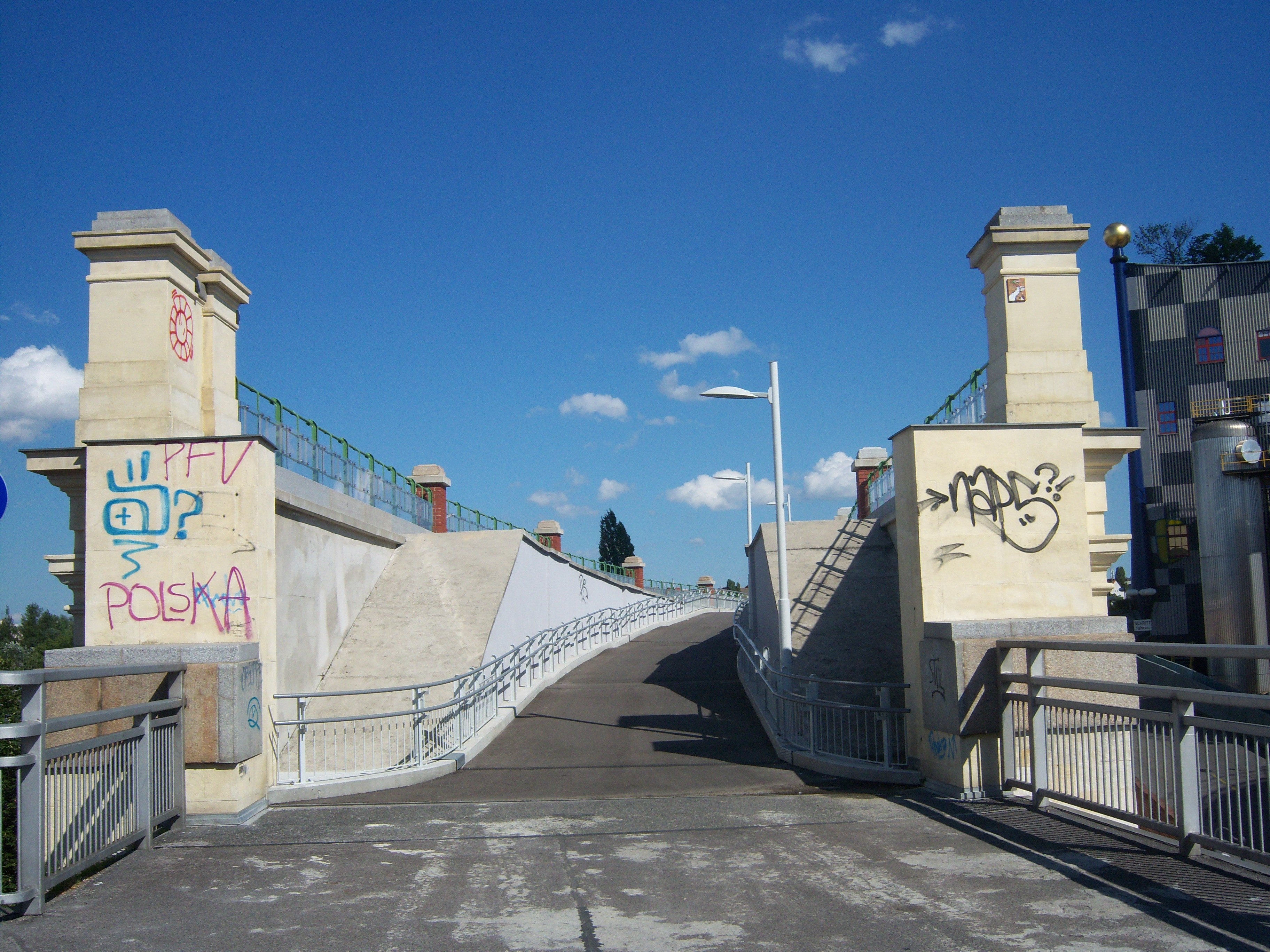
A megszűnt Verbindungsbogen szakasz funkcióját vesztett részét mára gyalogosok és kerékpárosok használhatják
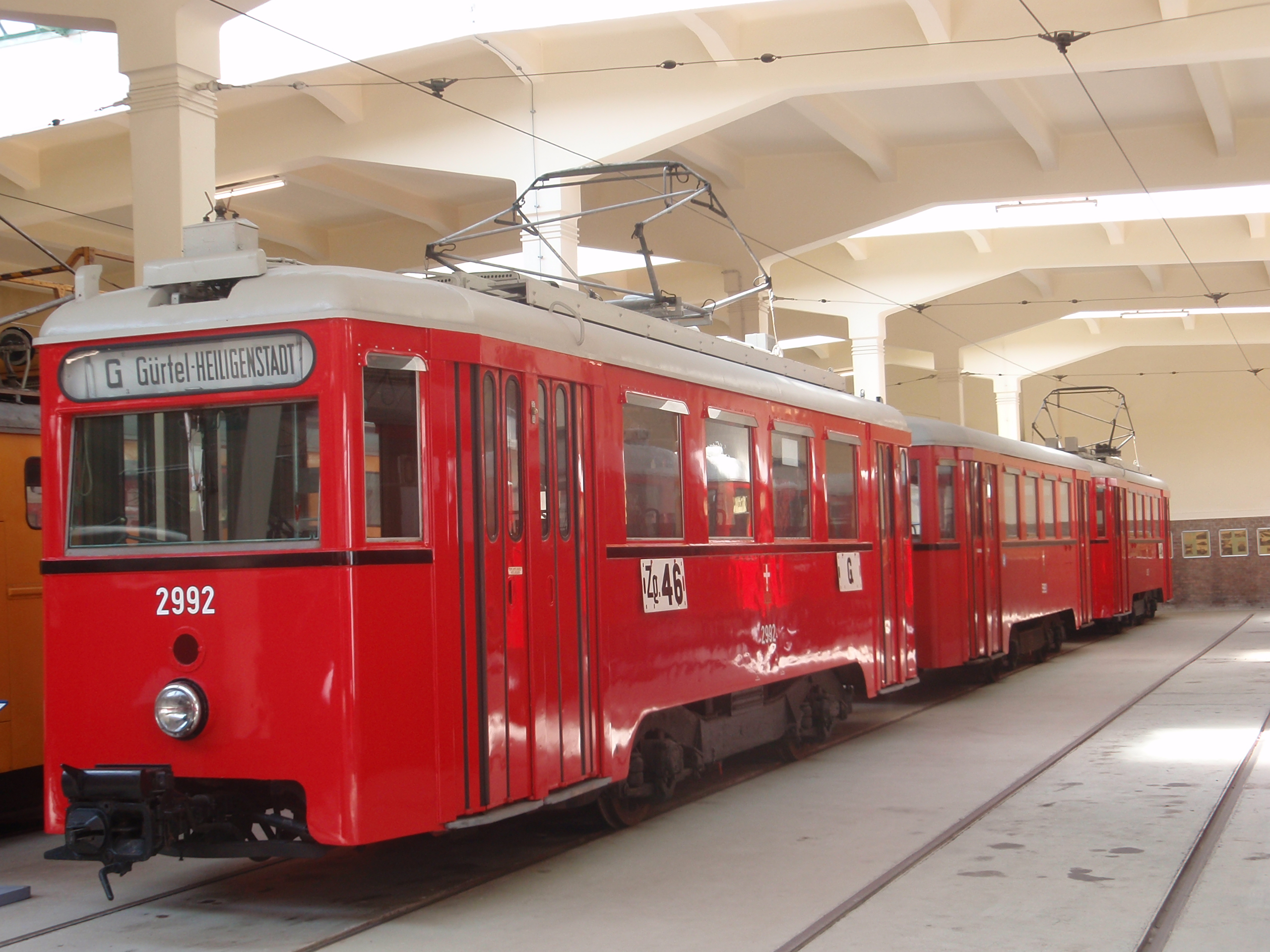
N1 motorkocsi a közlekedési múzeumban
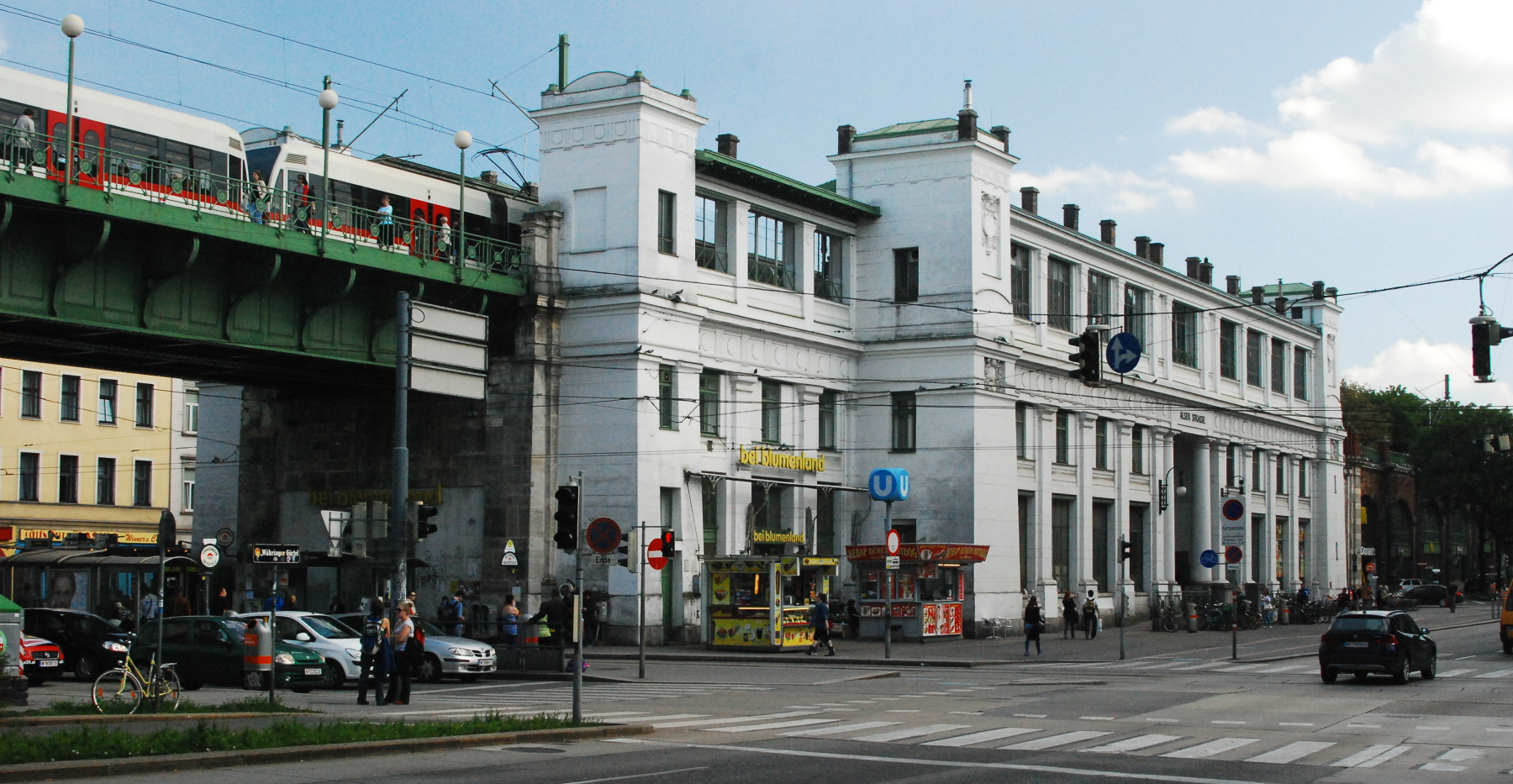
Az Alser Straße metróállomás is megőrizte eredeti kinézetét

## Fordítás
- Ez a szócikk részben vagy egészben  a   Stadtbahn Wien című német Wikipédia-szócikk fordításán alapul.  Az eredeti cikk szerkesztőit annak laptörténete sorolja fel. Ez a jelzés csupán a megfogalmazás eredetét és a szerzői jogokat jelzi, nem szolgál a cikkben szereplő információk forrásmegjelöléseként.